# Phymatopterella luteiclava
Phymatopterella luteiclava är en tvåvingeart som beskrevs av Borgmeier 1971. Phymatopterella luteiclava ingår i släktet Phymatopterella och familjen puckelflugor.
Artens utbredningsområde är Costa Rica. Inga underarter finns listade i Catalogue of Life.